# آیه خمس
آیه خمس آیه ۴۱ سوره انفال است.

## متن عربی آیه و ترجمه
- و اعلموا أنّما غنمتم من شیءٍ فأنّ لله خُمسه و للرسول ولِذی القربی والیتامی و المساکین و ابن السبیل

- (ای مؤمنان) بدانید که آنچه به شما غنیمت رسد، خمس (یک پنجم) آن مخصوص خدا و رسول و خویشان او و یتیمان و فقیران و در راه ماندگان است اگر ایمان به خدا و آنچه بر بنده خود نازل کرده‌ایم دارید.

## خمس
اگر چه متعارف از غنیمت چیزی است که در جنگ از دشمن به دست می‌آید ولی اهل لغت غنیمت را مطلق سود گرفته‌اند. همچنین روایات فراوانی هم از پیامبر اسلام و اهل بیت در مورد این آیه نقل شده که منظور آیه از غنیمت هر چیزی است که انسان صاحب آن می‌شود.
بر اساس تفسیر شیعیان از این آیه بر هر مسلمانی واجب است که یک پنجم سود سالانه خود را به اهل بیت پیامبر اسلام و یتیمان و نیازمندان بدهد.

## پاورقی
1. ↑  وسائل الشیعه، ج د، ص ۳۴۸ حدیث ۵
2. ↑  جامع الاحادیث، ج ۸، ص ۵۴۶
3. ↑  وسائل، ج ۶، باب ۸، ص ۳۵۰، ح ۶